# Адмиралтейская
«Адмиралте́йская» — станция Петербургского метрополитена. Расположена на пятой (Фрунзенско-Приморской) линии между станциями «Садовая» и «Спортивная». Изначально открытие планировалось в сентябре 1997 года вместе со станциями «Спортивная» и «Чкаловская», однако трудности со строительством выхода на поверхность позволили сделать это лишь в декабре 2011 года. До этого времени уже построенная в конструкциях станция оставалась «станцией-призраком», которую поезда проезжали без остановки. Самая глубокая станция в России и СНГ.

## Наземные сооружения

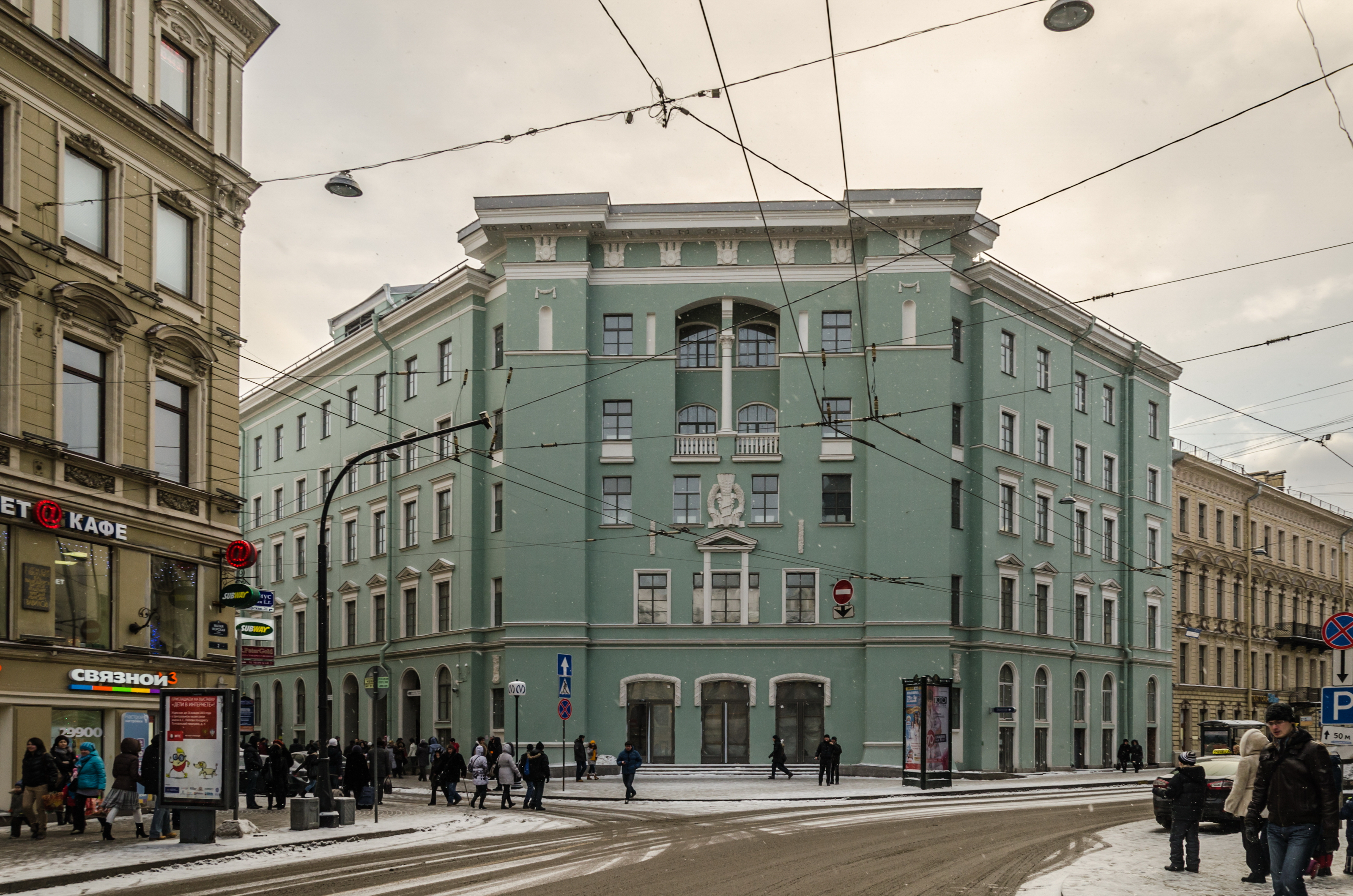
Здание по Кирпичному переулку, в котором расположен вестибюль станции
Мозаичное панно «Адмиралтейство»

Решение о месте нахождения наземного вестибюля несколько раз менялось из-за организационно-технических трудностей строительства в условиях исторической застройки центра Петербурга, и было принято с опозданием на несколько лет. Для постройки вестибюля «Метрострой» планировал выкупить жилой дом по адресу Кирпичный переулок, дом № 1/4 (на пересечении с Малой Морской улицей), снести его, а затем на его месте построить офисный центр со встроенным вестибюлем. Но нашлось много возражений и со стороны его жильцов, и со стороны КГИОПа. Позже появились и другие проблемы — часть квартир была приватизирована и с их владельцами возникли серьёзные юридические сложности.
В 2005—2006 годах рассматривались другие варианты размещения вестибюля, но в декабре 2006 года было принято окончательное решение осуществить первоначально задумывавшийся план. В связи с этим 6 сентября 2007 года правительство города приняло постановление об изъятии земельного участка, квартир и помещений в этом доме с формулировкой «для государственных нужд».
Летом 2009 года был проведён снос жилого здания на месте вестибюля. Проходка эскалаторного тоннеля была завершена к апрелю 2011 года. Использовался тот же проходческий щит, что и при прокладке наклонного хода станции «Обводный канал».
Выход со станции расположен на углу Кирпичного переулка и Малой Морской улицы. Таким образом, «Адмиралтейская» — ближайшая станция к Дворцовой, Исаакиевской и Сенатской площадям.
Вестибюль являет собой овальное в плане помещение, оформленное в стиле, перекликающемся с оформлением подземных сооружений станции. Стены вестибюля облицованы мрамором «газган». Потолок, опирающийся на ряд массивных чёрных колонн с каннелюрами, украшен подсвеченной композицией «роза ветров», ориентированной по сторонам света; наклонный ход эскалаторов увенчан мозаичными панно «Адмиралтейство» (художник А. К. Быстров).

## Подземные сооружения
«Адмиралтейская» — колонно-стеновая станция глубокого заложения. Глубина заложения — 86 метров. Стала самой глубокой станцией метро в Санкт-Петербурге (сменив в этом статусе «Комендантский проспект» (78 м)), России и одной из самых глубоких — в мире. На момент открытия — 3-я по глубине в СНГ, после станций «Арсенальная» (105,5 м) и «Печерская» (90 м) в Киеве.
Вход на станцию осуществляется через наземный вестибюль и каскад из двух эскалаторов.
Подземный зал сооружён по проекту А. С. Константинова. Эскизный проект был сделан ещё в 1997 году и принят с некоторыми изменениями в 2006 году.
Художественное оформление станции посвящено морской тематике. Полы вымощены серым мансуровским гранитом, а также красным гранитом с месторождения Кашина гора, с тремя инкрустациями роз ветров в окаймлении золотистых флотских шевронов, выполненных из гранита тона «охра». Путевые стены облицованы голубовато-серым мрамором. Двери на путевых стенах украшены оригинальными решётками с изображением якоря. Аркада станции отделана мрамором «газган» кремово-золотистых тонов. Арки дополняют чёрные полуколонны, отлитые из алюминиевого сплава, с цоколями и капителями из полированной латуни.
Торец центрального зала станции украшает мозаичное панно «Основание Адмиралтейства» (художник А. К. Быстров). Торец пешеходного коридора между большим и малым наклонными ходами украшен мозаичным панно «Нева», а в пространстве над гермозатвором, долженствующем разделять пешеходный коридор в его центре, установлено мозаичное панно «Нептун» (художник А. К. Быстров).
Простенки между колоннами украшены медальонами с барельефами русских адмиралов и флотоводцев: Ушакова, Нахимова, Макарова, Апраксина, Беллинсгаузена и Григоровича работы скульпторов В. Д. Свешникова и А. С. Чаркина.

Фёдор Матвеевич Апраксин
Фаддей Фаддеевич Беллинсгаузен
Иван Константинович Григорович
Степан Осипович Макаров
Павел Степанович Нахимов
Фёдор Фёдорович Ушаков

## Строительство
На момент запуска 15 сентября 1997 года участка «Садовая» — «Чкаловская» подземный зал станции был сооружён в конструкциях без отделки. Поезда проезжали станцию без остановки. Платформа в центральном зале отсутствовала, были сделаны лишь два «балкона» для перехода с одной платформы на другую. Впоследствии все проёмы между колоннами были закрыты металлическими листами.
В 2005 году работы были возобновлены в основном по подземной части. Начато выполнение основных работ по перекрытию центрального зала. При этом начались работы по сооружению малого наклонного хода.
В 2007 году производились работы по облицовке центрального зала. Началось расселение дома, в котором построен выход со станции. Строители подтвердили существование проекта с четырьмя эскалаторами в наклонном ходе. Для этого был закуплен проходческий комбайн фирмы «Herrenknecht».
2007 год
- С начала июля началось расселение жильцов дома, предназначенного под вестибюль.
- Перрон и путевые стены частично отделаны камнем.
- В немецком городе Шванау по заказу петербургского «Метростроя» концерн Herrenknecht AG приступил к созданию щита для проходки наклонного хода[24].
- Центральный зал станции отделён от проезжающих поездов железными заборами.
- Выполнено 50 % запланированных работ, завершена черновая отделка станции[2][25].
- Полностью построены подплатформенные помещения, в них начался монтаж части оборудования[источник не указан 764 дня].

2009 год

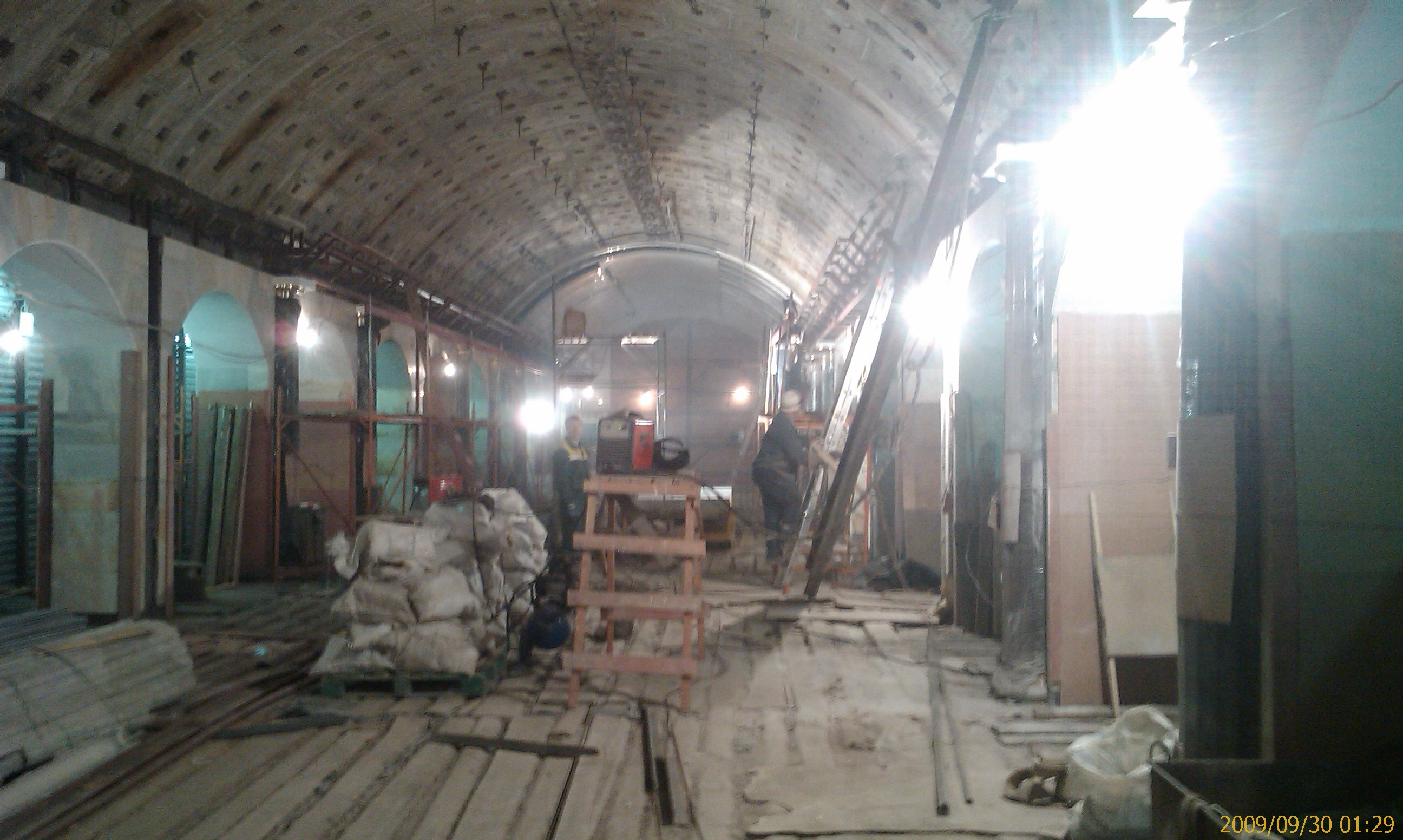
Внутренняя отделка станции в сентябре 2009 года

- Март. КГИОП отозвал своё разрешение на демонтаж здания. Такое решение было принято после обращения петербуржцев, которые требовали сохранить первый восстановленный после войны дом (это было сделано в 1947 году по проекту Бориса Рубаненко и Ивана Фомина после того, как в угловую часть здания XIX века попала бомба).
- Июнь. КГИОП разрешил снос дома, с условием восстановления фасада.
- Июль. Началась разборка дома, работы планировалось завершить к августу.
- Октябрь. В связи с разборкой дома обнажились проблемы соседних домов, решение которых могло привести к увеличению трат, к трудностям с использованием нового проходческого щита для строительства наклонного хода и задержке пуска станции[26].
- Декабрь. Стена соседнего дома укреплена, начаты работы по сооружению котлована. На самой станции производился монтаж зонтов в боковых тоннелях.

2010 год

Строительная площадка станции. Февраль 2010 года

- Январь. На площадке будущего вестибюля установлена буровая установка.
- Август. Начат монтаж ТПМК «Херренкнехт», который вёл проходку наклонного хода станции «Обводный канал».
- Декабрь. Началась проходка наклонного хода[27].

2011 год

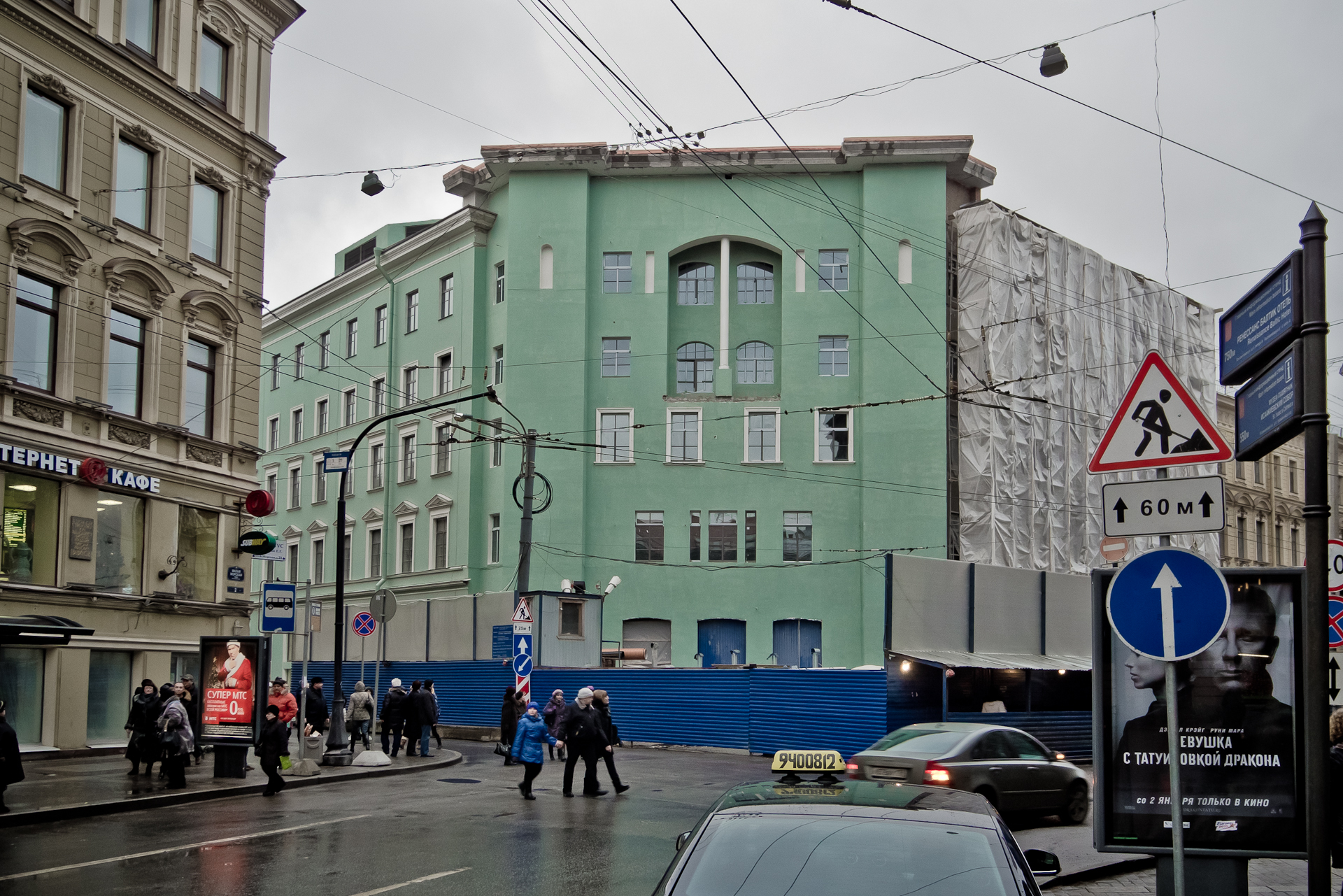
Здание по Кирпичному переулку, 1/4, фасадные работы, январь 2012

- Апрель. Завершена проходка наклонного хода[20].
- Июнь. Завершён демонтаж механизированного щита.
- Август. Заканчиваются работы по устройству эскалаторных ходов. Начинается возведение вестибюля станции[28].
- Октябрь. Завершен монтаж крупногабаритных узлов эскалаторов, строители возводят четвёртый этаж будущего наземного вестибюля.
- Ноябрь. Смонтированы ступени эскалаторов, отделочные работы на станции и строительство наземного вестибюля вступили в завершающую стадию.
- Декабрь. На станции проводятся последние работы по подготовке к пуску.
- 28 декабря в 13 часов 30 минут, после торжественного пуска с участием губернатора Санкт-Петербурга Г. С. Полтавченко и заместителя председателя Правительства РФ Д. Н. Козака, станция открылась для пассажиров. По другим сведениям открытие состоялось в 13:20. При этом, согласно официальным документам, станцию ввели в эксплуатацию лишь в ноябре 2013 года[29].

Споры
- По результатам проверки строительства наземного вестибюля станции против руководителя петербургского метрополитена Владимира Гарюгина было возбуждённо уголовное дело, а его имущество арестовано. По версии следствия, он использовал служебные полномочия при заключении договора о строительстве торгово-развлекательного комплекса в здании[30].
- Свыше 6 миллиардов рублей на строительство Адмиралтейской могли потратить не по назначению, уверены в Счётной палате СПб[31].

## Перспективы

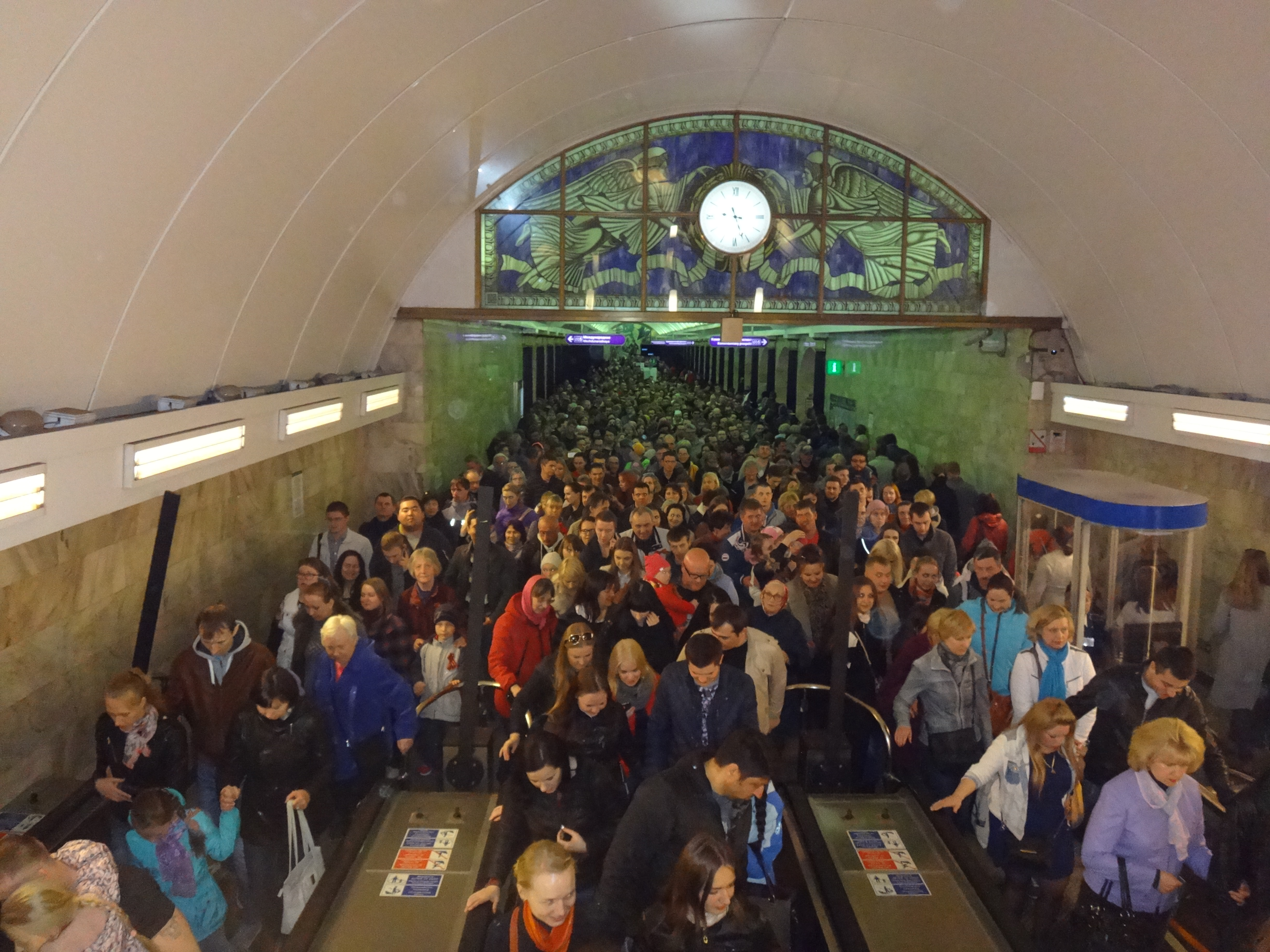
Повышенный пассажиропоток на выход в связи с праздничным салютом в честь 70-летия Победы

Изначально станция задумывалась в качестве пересадочного узла между 5-й и 3-й линиями, но из-за недостаточного финансирования и сложности строительства станции на действующей линии эти планы отодвинуты на неопределённый срок. В июле 2010 года Генеральный директор ОАО НИПИИ «Ленметрогипротранс» Владимир Маслак заявил, что станция «Адмиралтейская» не будет пересадочной.
Однако 28 июня 2011 года появился обновлённый план развития метрополитена, в котором станция «Адмиралтейская» будет иметь не одну, а целых две пересадки. Намечается проектирование двух переходов: на станцию «Адмиралтейская-3» планируемой Адмиралтейско-Охтинской линии и на перспективную станцию «Адмиралтейская-2» действующей Невско-Василеостровской линии.
Теоретически будущий пересадочный узел, ввиду конструкции пешеходного коридора между большим и малым наклонными ходами, может иметь один выход в город. Однако это противоречит действующим нормам[каким?].

## Наземный транспорт

### Автобусные маршруты
| №   | Пересадки | Конечный пункт 1    | Конечный пункт 2                               |
| --- | --- | ------------------- | ---------------------------------------------- |
| 2   | Нарвская Кировский завод | Адмиралтейская      | Лигово проспект Маршала Жукова                 |
| 3   | Невский проспект Гостиный двор Площадь Восстания Маяковская Московский вокзал Лиговский проспект Обводный канал Московские ворота Электросила Парк Победы Московская Предпортовая | Театральная площадь | улица Костюшко                                 |
| 7   | Приморская Горный институт Невский проспект Гостиный двор | Наличная улица      | Площадь Восстания Маяковская Московский вокзал |
| 10  | Крестовский остров Петроградская Спортивная | Крестовский остров  | Балтийская Балтийский вокзал                   |
| 22  | Чернышевская Площадь Восстания Маяковская Московский вокзал Невский проспект Гостиный двор                                                                                        | улица Стасовой      | Двинская улица                                 |
| 24  | Ладожская Ладожский вокзал Новочеркасская Площадь Александра Невского Площадь Восстания Маяковская Московский вокзал Невский проспект Гостиный двор                               | Хасанская улица     | Василеостровская                               |
| 27  | Ладожская Ладожский вокзал Новочеркасская Площадь Александра Невского Площадь Восстания Маяковская Московский вокзал Невский проспект Гостиный двор                               | Белорусская улица   | Театральная площадь                            |
| 191 | Чкаловская Спортивная Невский проспект Гостиный двор Площадь Восстания Маяковская Московский вокзал Площадь Александра Невского Новочеркасская Проспект Большевиков Улица Дыбенко | Петроградская       | река Оккервиль                                 |

### Троллейбусные маршруты
| №  | Пересадки | Конечный пункт 1           | Конечный пункт 2               |
| -- | --- | -------------------------- | ------------------------------ |
| 1  | Новочеркасская Площадь Александра Невского Площадь Восстания Маяковская Московский вокзал Невский проспект Гостиный двор Спортивная                                          | Улица Маршала Тухачевского | Ординарная улица Петроградская |
| 5  | Площадь Восстания Маяковская Московский вокзал Невский проспект Гостиный двор                                                                                                | Тульская улица             | Конногвардейский бульвар       |
| 7  | Спортивная Невский проспект Гостиный двор Площадь Восстания Маяковская Московский вокзал Новочеркасская                                                                      | Петровская площадь         | Таллинская улица               |
| 10 | Приморская Горный институт Невский проспект Гостиный двор Площадь Восстания Маяковская Московский вокзал                                                                     | улица Кораблестроителей    | Новгородская улица             |
| 11 | Горный институт Невский проспект Гостиный двор Площадь Восстания Маяковская Московский вокзал                                                                                | улица Кораблестроителей    | Тульская улица                 |
| 17 | Невский проспект Гостиный двор Сенная площадь Спасская Садовая Пушкинская Звенигородская Витебский вокзал Технологический институт Фрунзенская Московские ворота Электросила | Казанский собор            | улица Костюшко                 |
| 22 | Ладожская Ладожский вокзал Новочеркасская Площадь Александра Невского Площадь Восстания Маяковская Московский вокзал Невский проспект Гостиный двор                          | Хасанская улица            | площадь Труда                  |

### Комментарии
1. ↑  После выхода из него Украины в 2018 году со станцией «Арсенальная» Киевского метрополитена (105,5 м[5]), которая до открытия 25 января 2022 года[6][7] станции «Хунъянцунь[англ.]» Чунцинского метрополитена в Китае (116 м[8][9][10][11][12]) была также самой глубокой в мире. Однако, в отличие от «Адмиралтейской», глубина «Арсенальной» обусловлена не заложением станции, а возвышенностью местности[13]. В то же время сам по себе термин «станция глубокого заложения» означает не величину глубины станции как таковой[14], а, согласно строительным нормам и правилам (СНиПам), закрытый способ её строительства[15]: так, например, глубина станций «Охотный Ряд», «Библиотека имени Ленина» и «Кунцевская» Московского метрополитена, сооружённых закрытым и открытым способом, составляет 15, 12 и 37,6 м соответственно[16][17][18]